# Jean-Théodore Radoux
Jean-Théodore Radoux   (Lieja, 9 de novembre de 1835 - Lieja, 20 de març de 1911) va ser un compositor belga i fagot. Primer estudià en el Conservatori de la seva ciutat natal i després en el de París, on tingué per mestre a Halévy. El 1859 va guanyar el Premi belga de Roma per la seva cantata Le Juif errant que havia compost a principis d'aquest any. Les seves altres composicions inclouen 2 òperes, un oratori, 2 poemes simfònics, una obertura, diverses obres corals i cançons d'art vocal i música per a l'església.
Radoux va començar a estudiar contrapunt al Conservatori de Lieja el 1845 a l'edat de 9 anys amb Joseph Daussoigne-Méhul. Aquest va ser guardonat amb un primer premi en teoria de la música l'any següent, després de la qual va continuar formant-se en violoncel i piano per un breu període. Es desanima per la seva falta de progrés en aquests instruments, va abandonar els estudis musicals per als propers dos anys.
En secret el 1847 Radoux va ser persuadit pel professor Bacha per tornar al conservatori per estudiar el fagot sota la seva instrucció. Missatge que va tenir èxit en aquest instrument i després d'alguns anys d'estudi es va guanyar un Premi d'estrena i una medalla d'or per a la interpretació dels fagots. Va passar algun temps a París durant els primers anys de 1850 estudiant composició musical amb J. Fromental Halévy.
Després de la mort de Bacha en 1856, Radoux el va succeir en el càrrec de professor de fagots al conservatori; després d'haver superat diversos candidats a través de l'oposició. Va ser nomenat director del conservatori el 1872, càrrec que ocupà fins a la seva mort gairebé 40 anys més tard a Lieja, i en el que entre altres alumnes tingué el quebequès Gustave Gagnon. Sylvain Dupuis el va succeir com a director.
Entre les seves principals composicions figuren els poemes simfònics Ahasverus, Le festin de Balthasar i Epopée nationale; un Te Deum (1863), les òperes Le Béarnais, La coupe enchantée (1872); l'oratori Cain, les cantates La fille de Jephté i Genéviève de Brabant (1907); així com melodies vocals, etc.
Publicà les obres següents: Daussoigne-Méhul, Vieuxtemps, sa vie et ses oeuvres (1891), i La musique et les écoles nationales, (1896).

## Treballs seleccionats
- Le Juif errant, Cantata per a soprano, violoncel i orquestra (1859)
- Le Béarnais, Òpera còmica en 3 actes, 4 escenes (Lieja, 1866); llibret d'A. Pellier-Quesny
- Les Maîtres flamands, Pièce historique en 4 actes (Brussel·les, 1868)
- La Coupe enchantée, òpera còmica (Brussel·les, 1871)
- Caïn, Poème lyrique (oratori) per a solistes, cor i orquestra (1877); lletra de Pauline Braquaval-L'Olivier
- Patria, Poème lyrique en 3 parts per a solistes, cor i orquestra; lletra de Lucien Solvay
- Cantate pour l'inauguration de l'Exposition universelle de Liège, 1905 ; escrit per a l'exposició mundial de 1905 a Lieja; lletra de Jules Sauvenière
- Le Printemps per a cor i orquestra femenina
- Ahasvire, Poema Simfònic
- Le festin de Balthasar, Poema Simfònic
- Apopee nationale, Symphonic Overture
- Te Deum (missa)
- Lament per a violí, violoncel i orquestra
- 10 Romances sans paroles per a piano
- 12 pièces per a piano
- Gran marxa internacional per a la banda de concerts (1877)
- Élégie per a violoncel o fagot i orquestra de cambra (o piano)
- Nocturn per a trombó i orquestra de cordes
- Fraternité!, Hymne internationale (1869).